# Petráveč
Petráveč (německy Petrowitz) je obec v okrese Žďár nad Sázavou v Kraji Vysočina. Žije zde 305 obyvatel.
Obec je rozdělena na dvě části, přičemž hlavní část vesnice leží směrem z Velkého Meziříčí na Tasov. Druhá část obce s názvem Petráveč-Domky leží směrem z Velkého Meziříčí na Dolní Radslavice.
Sousedními obcemi sídla jsou Velké Meziříčí, Jabloňov, Dolní Heřmanice a Osové.

## Název
Na místě Petrávče stávala vesnice Malá Lhota poprvé jmenovaná 1456 jako pustá. V 17. století byla obnovena, tehdejší české doklady ukazují podobu Petravec (1641 v Petravci), německé Petrawetz nebo Petrowitz, v 19. století se v češtině užívaly tvary Petrovice, Petraves a Petráveč - poslední byla roku 1924 stanovena jako úřední. Vesnice byla obnovena pod jménem Petroves ("Petrova ves"), jehož nářeční druhý pád Petrovse (místo náležitého Petrovsi) byl připodobněn k běžnějšímu typu Petrovce, od něhož byl odvozen nový první pád Petrovec. To se následně hláskově proměnilo na Petravec, což bylo chápáno jako nespisovné a byla z něj vytvořena domněle spisovná podoba Petráveč (kolísání mezi -ec a -eč v zakončení slova je doloženo i u jiných místních jmen, nicméně nenastalo na Moravě u žádného obsahujícího v druhé části ves).

## Historie
První písemná zmínka o obci pochází z roku 1456.

## Obyvatelstvo
| Rok            | 1869 | 1880 | 1890 | 1900 | 1910 | 1921 | 1930 | 1950 | 1961 | 1970 | 1980 | 1991 | 2001 | 2011 | 2021 |
| -------------- | ---- | ---- | ---- | ---- | ---- | ---- | ---- | ---- | ---- | ---- | ---- | ---- | ---- | ---- | ---- |
| Počet obyvatel | 109  | 126  | 155  | 153  | 136  | 134  | 142  | 126  | 112  | 114  | 146  | 165  | 173  | 171  | 295  |
| Počet domů     | 22   | 24   | 25   | 25   | 25   | 25   | 30   | 38   | 29   | 31   | 34   | 49   | 55   | 57   | 102  |

## Obecní správa
Mezi lety 1850–1881 Petráveč patřila jako osada obce k Dolním Heřmanicím v okrese Velké Meziříčí. V letech 1882–1980 byla obcí v okrese Velké Meziříčí a později v okrese Žďár nad Sázavou. Od 1. července 1980 do 31. prosince 1991 patřila jako část města k Velkému Meziříčí a od 1. ledna 1992 je opět samostatnou obcí.

### Obecní symboly
Znak a vlajka byly obci uděleny rozhodnutím předsedy Poslanecké sněmovny Parlamentu České republiky dne 15. dubna 2010.

## Doprava
Územím obce prochází dálnice D1 a zasahuje na něj exit 146. Dále zde vede silnice II/392 v úseku Velké Meziříčí – Petráveč – Tasov a silnice II/602 v úseku Velká Bíteš – Velké Meziříčí. Severní částí území prochází silnice III/03719 Velké Meziříčí – Dolní Radslavice.

## Pamětihodnosti
- Loupežnický most